# Orașul tăcerii
Orașul tăcerii (titlul original: în franceză La Ville des silences) este un film polițist francez, realizat în 1979 de regizorul Jean Marbœuf, după un roman a lui Martin Meroy, protagoniști fiind actorii Jean-Pierre Cassel, Michel Galabru, Jean-Marc Thibault și Claire Maurier. 

## Conținut
În Creuzeville, un oraș foarte mic și provincial, liniștit și lustruit, cu un peisaj rural acoperit de păduri și metereze, cu mesele și micile sale prăjituri de duminică, sosește un necunoscut, un detectiv privat. În Creuzeville, peste care domnește o veche familie de industriași, tocmai a fost comisă o crimă. Victima este strămoșul fondator al acestui mic imperiu care a devenit prea mare pentru un singur om. În Creuzeville, localnicii nu-i plac foarte mult pe străini, mai ales dacă sunt vegetarieni, poate homosexuali, fără îndoială anarhiști, ca tocmai acest detectiv.
Dar detectivul prin care scandalul a rupt tăcerea orașului, merge până în măduva secretelor de familie, până atunci bine adăpostite în spatele obloanelor. Crimele se succed. Pe detectiv îl frapează pe de o parte un tânăr ecologist, pe de altă parte un play-boy cinic. Continuând să disece mobilul crimelor și personajele, detectivul face să cadă măștile rând pe rând. Încetul cu încetul, tot mai mult frica și violența se instalează în micul oraș...

## Distribuție
- Jean-Pierre Cassel – Paul Briand, detectivul privat
- Michel Galabru – Nathan Farijacque
- Jean-Marc Thibault – șomerul
- Claire Maurier – Muriel, castelana
- Michel Duchaussoy – François Lestin
- Denis Manuel – directorul cazinoului
- Pierre Doris – comisarul
- Evelyne Buyle – femeia întreținută
- Amélie Prévost – Julie
- Vincent Gauthier – Thomas, fiul lui Nathan
- Bernard Lavalette – Faranger
- Alexandre Rignault – PDG[1] al societății
- Michèle Simonnet – Véra, soția lui François
- Maitena Galli – prostituata
- Patrick Laval – comisarul din Paris
- Jacques Chailleux – paznicul de noapte
- Jacques Canselier – micul ucigaș
- Pierre Bonnet – asociatul infirm
- Jean Rupert – un asociat
- François Sayad – un asociat